# 파리 메트로 12호선
파리 메트로 12호선(Ligne 12 du Métro de Paris)은 파리교통공단(RATP)이 운영하는 파리 메트로의 노선으로, 북부 교외의 메리 도베르빌리에(Mairie d'Aubervilliers)역에서 남서부 교외의 메리 디시(Mairie d'Issy)역에 이르는 전장 17.2km의 노선이다. 녹색을 상징색으로 하고 있다.

## 노선도 및 정거장

파리 메트로 12호선 노선도

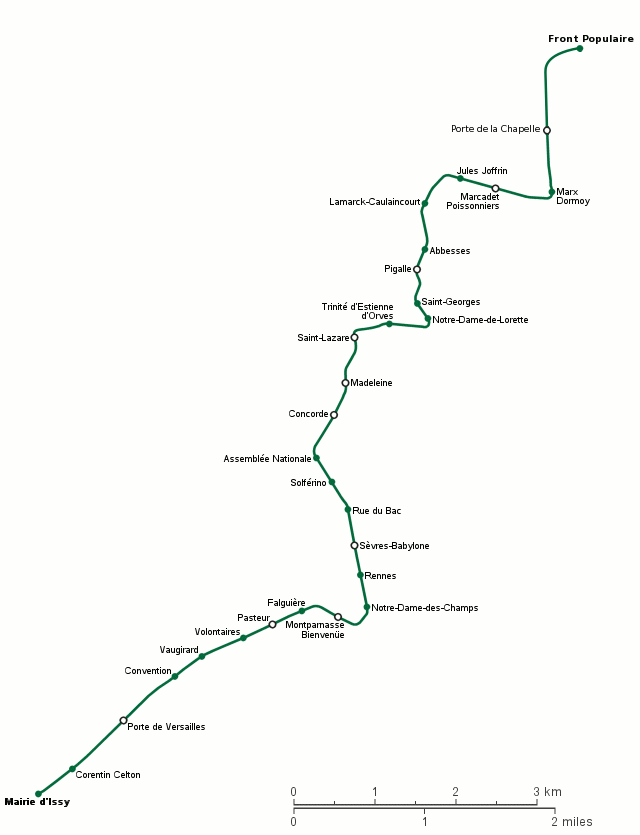
파리 메트로 12호선 노선도

## 노선 정보
- 총연장 : 17.2km
- 궤간 : 1435mm
- 역수 : 31
- 복선 구간 : 전 구간(우측통행)
- 전철 구간 : 전 구간(제3레일 방식, 직류750V)

## 연혁
- 1910년 11월 5일 : Nord-Sud사의 A선으로 포르트 드 베르사유(Porte de Versailles)∼노트르-담-드-로레트(Notre-Dame-de-Lorette) 구간 개통.
- 1911년 4월 8일 : Notre-Dame de Lorette에서 북쪽으로 피갈(Pigalle)까지 연장 개통.
- 1912년 10월 30일 : 북쪽으로 쥘 조프랭(Jules Joffrin)까지 연장 개통.
- 1916년 8월 23일 : 북쪽으로 포르트 드 라 샤펠(Porte de la Chapelle)까지 연장 개통.
- 1930년 1월 1일 : Porte de Versailles역 이전, 이설 구간 개통. 파리 교통 공단의 전신인 파리 도시 철도 회사(Compagnie du chemin de fer métropolitain de Paris)가 Nord-Sud사를 매입. 노선명을 12호선으로 변경.
- 1930년 4월 23일 : Porte de Versailles역 인근에서 열차 간 추돌 사고 발생.
- 1934년 3월 24일 : Porte de Versailles에서 남쪽으로 메리 디시(Mairie d'Issy)까지 연장 구간 개통.
- 1939년 9월 : 렌(Rennes)역 폐쇄.
- 1968년 5월 20일 : Rennes역 재개통.
- 2000년 8월 30일 : Notre-Dame-de-Lorette역에서 탈선 사고 발생.
- 2012년 12월 18일 : 북쪽으로 프롱 포퓔레르(Front populaire)까지 연장 개통.
- 2022년 5월 31일 : 북쪽으로 메리 도베르빌리에(Mairie d'Aubervilliers)까지 연장 개통.

## 같이 보기
- 파리 (프랑스)
- 지하철 목록